# Wilhelm Stieda

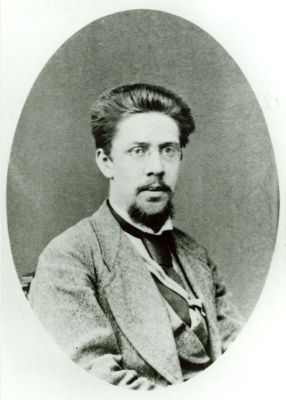
Stieda als Student in Tartu

Wilhelm Christian Hermann Stieda (* 1. Apriljul. / 13. April 1852greg. in Riga; † 21. Oktober 1933 in Leipzig) war ein deutscher Nationalökonom, Wirtschaftshistoriker und Sozialreformer.

## Leben
Wilhelm Stieda hatte sich neben dem Studium der Nationalökonomie und Staatswissenschaften an den Universitäten in Dorpat, Berlin, Paris und Straßburg, in Straßburg dem Studium der Geschichte und Sozialpolitik gewidmet, was dem Einfluss seines Lehrers Gustav Schmoller zu verdanken ist. Als Student in Dorpat war er Mitglied der Fraternitas Rigensis. Stieda widmete sich in seiner Doktorarbeit noch statistischen Themen, doch mit seiner Habilitation in Straßburg über die „Entstehung des deutschen Zunftwesens“ im Jahr 1876 trat sein eigentliches Interesse deutlich hervor.
Zeitlebens arbeitete Stieda vor allem auch auf dem Feld der Handels- und Gewerbegeschichte sowie der Sozialpolitik und überarbeitete so auch Wilhelm Roschers Nationalökonomie des Handels und Gewerbefleißes.
Seit 1876 hatte er Lehrstühle in Straßburg, Dorpat und Rostock, bevor er 1898 einem Ruf an die Universität Leipzig folgte und den Lehrstuhl für Nationalökonomie annahm. 1916 bis 1917 war er zugleich Rektor der Universität. Seit 1904 war er ordentliches Mitglied der Sächsischen Akademie der Wissenschaften. Er war Ehrendoktor der Universität Leipzig. Des Weiteren war er Mitglied der Allgemeinen Evangelisch-Lutherischen Konferenz.

## Edition der Veckinchusen-Briefe
Verdienstvoll ist vor allem Stiedas Edition der Briefe des hansischen Kaufmanns Hildebrand Veckinchusen. Da von diesem Kaufmann nicht nur ein umfangreiches Briefcorpus, sondern auch einige, inzwischen teilweise edierte Kaufmannsbücher überliefert sind, ist seine Bedeutung für die Hanseforschung nicht zu unterschätzen. Stiedas Brief-Edition ist noch bis heute in Verwendung und noch nicht durch eine aktuelle Edition ersetzt worden.

## Schriften
- Die Übersiedlung Leonhard Eulers von Berlin nach St. Petersburg. Hirzel, Leipzig 1931. Digitalisierte Ausgabe der Universitäts- und Landesbibliothek Düsseldorf
- Hildebrand Veckinchusen. Briefwechsel eines deutschen Kaufmanns im fünfzehnten Jahrhundert, hrsg. und eingeleitet von Wilhelm Stieda. Hirzel, Leipzig 1921.
- Revaler Zollbücher und -quittungen des 14. Jahrhunderts. Buchhandlung des Waisenhauses, Halle 1887 – Auch als Nachdruck verfügbar: Hildesheim [u. a.] 2005, ISBN 3-487-12085-2.